# Röderbach (Kleine Dhron)
Der Röderbach ist ein etwa sieben Kilometer langer Hunsrück-Bach im Landkreis Bernkastel-Wittlich in Rheinland-Pfalz. Der obere, südwestwärts laufende Abschnitt seines Waldtales im Idarwald wird Singendes Tal genannt. Der Röderbach fließt in Dhronecken mit dem von rechts kommenden, kürzeren und einzugsgebietsärmeren Thalfangerbach zur Kleinen Dhron  zusammen.

## Verlauf
Der Röderbach entspringt im Idarwald an der Südflanke des Bromerkopfs unweit des Freizeitzentrums am Erbeskopf auf etwa 606 m ü. NHN und fließt zunächst in südwestlicher Richtung durch das Singende Tal, das stellenweise feucht ist und in dem drei kleine Teiche am Lauf liegen. An der Mündung des zuletzt von Südosten kommenden Hohltriefbachs knickt der Bach in Richtung Westen ab. Er  verläuft dann kurz an der Grenze des Malborner Hochwaldes im Süden zum Idarwald im Norden und passiert, nachdem er in die offenere Landschaft der Hermeskeiler Mulde übergetreten ist, den Ort Hilscheid in dessen Süden. Dort überquert ihn die Bundesstraße 327, ein Abschnitt der Hunsrückhöhenstraße. Weniger als einen Kilometer später durchfließt er Dhronecken, wo er die ehemalige Hunsrückquerbahn kreuzt, die von Nordosten her aus dem Tal des Thalfangerbaches zuläuft. Mit diesem vereint sich der Röderbach an der anderen Seite der Trasse auf etwa 369 m ü. NHN zur Kleinen Dhron, die zunächst westwärts abfließt.

### Zuflüsse
Von der Quelle bis vor dem Zusammenfluss mit dem Thalfangerbach zur Kleinen Dhron.
| Name (Lage)              | Länge [km] | Einzugsgebiet [km²] | Lage der Mündung      | Mündungshöhe [m ü. NHN] |
| ------------------------ | ---------- | ------------------- | --------------------- | ----------------------- |
| Hohltriefbach (links)    | 4,2        | 9,3                 | bei Hilscheid         | 454                     |
| Jakobsbach (rechts)      |            |                     | südlich von Hilscheid |                         |
| Höllengrundbach (rechts) | 0,5        | 0,8                 | Hilscheider Mühle     |                         |
| Gothbach (links)         | 0,7        | 0,7                 | in Dhronecken         |                         |

## Geschichte
Nahe Hilscheid steht im just noch von Hangwäldern eingefassten Tal das Forsthaus Röderbach, das auf eine ehemalige Kupferschmelze zurückgeht.
2013 wurden für den Hochwasserschutz am Röderbach und am Thalfangerbach sechs Millionen Euro ausgegeben. Diese Maßnahme wurde vom rheinland-pfälzischen Landesministerium gefördert.

## Fauna und Flora
Das Singende Tal ist reich an Reptilien und Amphibien.